# Међународна агенција за нуклеарну енергију
Међународна агенција за атомску енергију (енгл. International Atomic Energy Agency, IAEA) често називана само ИАЕА као скраћеница из енглеског језика.
Међународна агенција за нуклеарну енергију је првенствено међународна организација за промоцију мирољубивог коришћења нуклеарне технологије а уједно да забрани њено коришћење у војне сврхе и за производњу нуклеарног наоружања. 
Центар ове организације је у Бечу, Аустрија. Настала је као независна организација 29. јула 1957. године. На основу међуагенцијског споразума из 1959, ова агенција има статус Аутономне организације у систему Уједињених нација.
Тренутно, агенција има 144 члана, а званични језици организације су енглески, француски, арапски, кинески, руски и шпански.

## Генерално
Мисија IAEA вођена је интересима и потребама држава чланица, стратешким плановима и визијом утеловљеном у Статуту . Три главна стуба или подручја рада јесу: сигурност и осигурање; наука и технологија; заштитне мере и лиценцирање.
IAEA као аутономна организација није под непосредном контролом УН-а, али IAEA извештава Генералну скупштину УН-а и Веће безбедности. За разлику од већине других специјализованих међународних агенција, IAEA обавља велики део свог рада с Већем безбедности, а не с Економским и социјалним саветом Уједињених народа. Структура и функције IAEA дефинишу се његовим темељним документом, IAEA статутом. IAEA има три главна тела: Управни одбор, Генерални одбор и Секретаријат.
IAEA постоји како би наставила „безбедно и мирнодопско кориштење нуклеарних наука и технологије”. IAEA спроводи ову мисију с три главне функције: преглед постојећих нуклеарних постројења, како би се осигурало њихово мирно кориштење; пружање информација и развијање стандарда, како би се гарантовала сигурност нуклеарних постројења те као средиште за различита подручја науке укључена у мирољубиву примену нуклеарне технологије.
IAEA препознаје знање као најважније средство и ресурс индустрије нуклеарне енергије, без којег индустрија не може пословати сигурно и економски. Након генералне конференције IAEA, 2002. године, резолуцијом о управљању нуклеарним знањем, успостављен је формални програм за решавање приоритета држава чланица у 21. веку.
У 2004. години, IAEA је развила Програм деловања за терапију рака (PACT). PACT је реаговала на потребе земаља у развоју да успоставе, побољшају или проширују програме лечења радиотерапије. IAEA прикупља новац како би се помогло државама чланицама да спасу животе и да смање патњу жртава рака.
IAEA је успоставила програме који помажу земљама у развоју у планирању изградње система за управљање програмом нуклеарне енергије, укључујући и групу Интегриране нуклеарне инфраструктуре, која је спроводила мисије за интегрирану нуклеарну инфраструктуру у Индонезији, Јордану, Тајланду и Вијетнаму. IAEA извештава да око 60 земаља разматра како да укључи нуклеарну енергију у своје енергетске планове.
Како би се побољшала размена информација и искуства међу чланицама IAEA о сеизмичкој сигурности нуклеарних постројења, IAEA је 2008. године основала Међународни центар за сигурност сеизмичких мрежа. Овај центар успоставља сигурносне стандарде и осигурава њихову примену у односу на одабир места, процену различитих локација и сеизмичку конструкцију.

## Историја
Председник Сједињених Америчких Држава, Двајт Д. Ајзенхауер, 1953. године предложио је стварање међународног тела за регулисање и промовисање мирољубивог кориштења нуклеарне енергије, у свом говору током Атома за мир на Генералној скупштини УН-а. У септембру 1954. Сједињене Државе предложиле су Главној скупштини стварање међународне агенције која би преузела контролу над фисијским материјалом, који би се могао користити за нуклеарну енергију или за нуклеарно оружје. Ова би агенција успоставила неку врсту „нуклеарне банке”.
Сједињене Државе су такође позвале на међународну научну конференцију о свим мирним аспектима нуклеарне енергије. До новембара 1954. постало је јасно да ће Совјетски Савез одбити било какав међународни надзор над фисијским материјалом уколико САД прве не почну с  нуклеарним разоружањем. Од 8. до 20. августа 1955, Уједињени народи су одржали Међународну конференцију о мирним применама атомске енергије у Женеви, у Швајцарској. У априлу 1957. године у седишту Уједињених народа одржана је конференција о Статуту IAEA којом се одобрава  документ за оснивање IAEA, који  је 1955. и 1957. формулисала група од дванаест земаља. Статут IAEA одобрен је 23. новембра 1956. и ступио је на снагу 29. јула 1957. године.
Бивши амерички конгресмен В. Стерлинг Кол служио је као први извршни директор IAEA од 1957. до 1961. године. Кол је служио само један мандат, након чега су IAEA водила два Швеђанина, готово четири деценије: научник Сигвард Еклунд, који је обављао дужност од 1961. до 1981. године, након чега га је наследио бивши шведски министар спољашњих послова Ханс Бликс, који је служио од 1981. до 1997. године. Бликса је наследио Мохамед Ел Барадеј који је служио као извршни директор до новембра 2009.
Од 1986. године, као одговор на експлозију и катастрофу нуклеарног реактора у близини Чернобиља, у Украјини, IAEA је повећала напоре на подручју нуклеарне сигурности. Исто се догодило након катастрофе 2011. године у Фукушими, у Јапану.
IAEA и њен тадашњи управник, Ел Барадеј, добили су Нобелову награду за мир 2005. године. У говору у Ослу, Ел Барадеј је изјавио да би само један посто новца потрошеног на развој нових оружја био довољан за храњење целог света, и да ако желимо да избегнемо самоуништење, нуклеарно оружје не би требало да има место у нашој колективној савести, нити би требало да игра улогу у нашој сигурности.
Дана 2. јула 2009. године, Јукија Амано је изабран за извршног директора IAEA, након што је надмашио Абдул Самад Минтија из Јужне Африке и Луис Е. Ечаварија из Шпаније. Дана 3. јула 2009. Управни одбор је гласао за именовање Јукија Амано, а Генерални одбор је у септембру 2009. године то одобрио. Он је ступио на дужност 1. децембра 2009.

## Управни одбор
Управни одбор је један од два тела која одређује политику у IAEA. Управни одбор се састоји од 22 државе чланице, које је изабрао Генерални одбор и најмање 10 чланица које је изабрао Извршни одбор. Извршни одбор именује десет чланова који су најнапреднији у технологији атомске енергије, као и најнапредније чланице из било којег од следећих подручја која нису заступљена у првих десет: Северна Америка,Латинска Америка, Западна Европа, Источна Европа, Африка, Блиски исток и Јужна Азија, Југоисточна Азија, Тихи океан и Далеки исток. Ти су чланови именовани на рок од једне године. Генерални одбор бира 22 члана из преосталих народа на две године. Једанаест се бира сваке године. 22 изабраних чланова такође морају представљати прописану географску разноликост. Листа 35 чланова Управног одбора за раздобље 2018-2019: Аргентина, Јерменија, Аустралија, Азербајџан, Белгија, Бразил, Канада, Чиле, Кина, Еквадор, Египат, Француска, Немачка, Индија, Индонезија, Италија, Јапан, Јордан , Кенија, Република Кореја, Мароко, Низоземска, Нигерија, Пакистан, Португал, Руска Федерација, Србија, Јужна Африка, Судан, Шведска, Тајланд, Уједињено Краљевство, Сједињене Америчке Државе , Уругвају и Венецуела.
Управни одбор је, са својих пет годишњих састанака, одговоран за израду политике IAEA. Одбор даје препоруке Генералном обору о активностима и прорачуну IAEA, одговоран је за објављивање IAEA стандарда и именује извршног директора у складу с одобрењем Генералног одбора. Сваки члан одбора добија један глас. Питања о прорачуну захтевају двотрећинску већину. Сва друга питања захтевају само већину. Већина такође има овлашћења да одреди питања, која ће након тога захтевати двотрећинску већину. Две трећине свих чланова Управног одбора морају бити присутни, како би гласали. Одбор бира властитог председника.

## Генерални одбор
Генерални одбор састоји се од свих 170 држава чланица. Одбор се састаје једном годишње, најчешће у септембру, како би одобрио акције и прорачуне који су прослеђени од Управног одбора. Генерални одбор такође одобрава кандидата за главног директора и захтева извештаје Одбора о тренутним проблемима. Сваки члан има један глас. Питања буџета, измјене статута и укидање привилегија чланова требају двотрећинску већину, а сва остала питања требају једноставну већину. Слично као и Управни одбор, Генерални одбор може једноставном већином одредити питања која захтевају двотрећинска већина. Генерални одбор бира председавајућег на сваком годишњем састанку како би састанак био што ефикаснији. Председник служи само током трајања седнице.
Главни задатак Генералног одбора је да служи као форум за дискусију о актуелним проблемима и политикама. Било који од осталих IAEA органа, извршни директор, Извршни одбор и државе чланице могу поставити питања о којима ће расправљати Генерални одбор (IAEA Прајмер). Ова функција Генералног одбора готово је идентична с Генералном скупштином Уједињених народа.

## Секретаријат
Секретаријат се састоји од професионалног и општег особља у служби IAEA. На челу секретаријата је извршни директор. Директор је одговоран за спровођење акција које доноси Управни одбор и Генерални одбор. Извршног директора бира Одбор и одобрава га Генерални одбор на обновљиви мандат од четири године. Извршни директор надзире шест одела који обављају послове у спровођењу политике IAEA: нуклеарну енергију, нуклеарну сигурност и осигурање, нуклеарне науке и примене, заштитне мере, техничку сарадњу и менаџмент.
IAEA прорачун се састоји од два дела. Редовни прорачун финансира већину активности IAEA и процењује се свакој држави чланици (344 милиона евра у 2014. години). Фонд за техничку сурадњу финансира добровољни допринос с општим циљем у распону од 90 милиона долара.

## Земље које нису чланице организације
- Андора
- Антигва и Барбуда
- Бахами
- Барбадос
- Бутан
- Бурунди
- Комори
- Република Конго
- Доминиканска Република
- Екваторијална Гвинеја
- Фиџи
- Гамбија
- Гренада
- Гвинеја
- Гвинеја Бисао
- Гвајана
- Кирибати
- Лаос
- Лесото
- Малдиви
- Микронезија
- Науру
- Непал
- Оман
- Папуа Нова Гвинеја
- Руанда
- Свети Китс и Невис
- Света Луција
- Самоа
- Сан Марино
- Сао Томе и Принципе
- Соломонова Острва
- Сомалија
- Суринам
- Свазиленд
- Источни Тимор
- Тонга
- Тринидад и Тобаго
- Туркменистан
- Тувалу
- Вануату

Земље које су се повукле из организације:
- Камбоџа (1958—2003)
- Северна Кореја (1974—1994)

## Преглед директора организације
| Име               | Националност | Период                                |
| ----------------- | ------------ | ------------------------------------- |
| В. Стерлинг Кол   | САД          | 1. децембар 1957 – 30. новембар 1961. |
| Сигвард Еклунд    | Шведска      | 1. децембар 1961 – 30. новембар 1981. |
| Ханс Бликс        | Шведска      | 1. децембар 1981 – 30. новембар 1997. |
| Мохамед Елбарадеј | Египат       | 1. децембар 1997 – 30. новембар 2009. |
| Јукија Амано      | Јапан        | 1. децембар 2009 – 22. август 2019    |